# 新潟県道275号門出石黒線
新潟県道275号門出石黒線（にいがたけんどう275ごう かどいでいしぐろせん）は新潟県柏崎市内を通る一般県道である。

## 概要

### 路線データ
- 起点：新潟県柏崎市高柳町門出字中ノ坪（新潟県道12号松代高柳線交点）
- 終点：新潟県柏崎市高柳町石黒字アラ屋（国道353号・新潟県道78号大潟高柳線交点）

## 地理

### 通過する自治体
- 新潟県柏崎市

### 接続する道路
- 新潟県道12号松代高柳線（起点：柏崎市高柳町門出字中ノ坪）
- 国道353号・新潟県道78号大潟高柳線（終点：柏崎市高柳町石黒字アラ屋）（「国道353号」・「新潟県道78号大潟高柳線」重複区間）

### 周辺
- 柏崎市立門出小学校
- 門出郵便局
- 石黒簡易郵便局
- 鯖石川ダム（鯖石川）